# Hildebert (abbé de Saint-Ouen)
Pour les articles homonymes, voir Hildebert.
Hildebert (Heldebertus, Hildebertus) est considéré comme le restaurateur de l'abbaye.

## Biographie
Hildebert accède à la charge abbatiale avant 989, peut-être dès 960. C'est le premier abbé élu par les moines. Son prédécesseur est inconnu, mais il s'agit sans-doute d'Hugues de Cavalcamp, qui aurait cumulé comme à l'époque franque les charges archiépiscopale et abbatiale. On ignore les origines familiales et religieuses d'Hildebert. Il est possible qu'il venait lui aussi, tout comme Hugues de Cavalcamp, de Saint-Denis ou d'une abbaye affiliée.
Considéré comme le restaurateur de l'abbaye, l'abbaye suit la règle bénédictine sous son abbatiat. Il est probablement celui qui a demandé une aide au roi d'Angleterre Edgar le Pacifique pour la restauration du monastère. Il assiste en 989 à la translation des reliques de Saint-Ouen, en présence de Raoul d'Avranches, évêque de Bayeux, Roger, évêque de Lisieux, Gérard, évêque d'Évreux et des abbés Maynard Ier du Mont-Saint-Michel et Fromont de Saint-Taurin d'Évreux. Il est le seul abbé normand présent lors de la dédicace de l'église de la Trinité de Fécamp en 990. Il se fait restituer des domaines dans le comté d'Évreux par Raoul d'Ivry.
Il meurt en 1006, peut-être le 14 avril suivant les nécrologes du Mont-Saint-Michel et de Jumièges dans lesquels il est inscrit un Heldebertus abbas.